# Elezioni parlamentari nelle Comore del 2015
Le elezioni parlamentari nelle Comore del 2015 si tennero il 25 gennaio (primo turno) e il 22 febbraio (secondo turno) per il rinnovo dell'Assemblea dell'Unione.

## Risultati
| Liste                                                               | Seggi   | Seggi    | Seggi  |
| Liste                                                               | I turno | II turno | Totale |
| ------------------------------------------------------------------- | ------- | -------- | ------ |
| Unione per lo Sviluppo delle Comore                                 | 2       | 6        | 8      |
| Partito Juwa                                                        | 1       | 6        | 7      |
| Raggruppamento Democratico delle Comore                             | -       | 2        | 2      |
| Convenzione per il Rinnovamento delle Comore                        | -       | 2        | 2      |
| Partito Arancione                                                   | -       | -        | -      |
| Raggruppamento per un'Alternativa di Sviluppo Armonioso e Integrato | -       | 1        | 1      |
| Partito per l'Intesa Comoriana                                      | -       | 1        | 1      |
| Indipendenti                                                        | -       | 3        | 3      |
| Totale                                                              | 3       | 21       | 24     |